# Drosophila (svamp)
Drosophila är ett släkte av svampar. Drosophila (svamp) ingår i familjen Psathyrellaceae, ordningen Agaricales, klassen Agaricomycetes, divisionen basidiesvampar och riket svampar.
|            | Psathyrella                                                                   |
|            |                                                                               |
| Drosophila | \| \| Drosophila badia \| \| \| \| \| \| Drosophila spadicophylla \| \| \| \| |
|            | \| \| Drosophila badia \| \| \| \| \| \| Drosophila spadicophylla \| \| \| \| |
|            | Coprinopsis                                                                   |
|            |                                                                               |
|            | Coprinellus                                                                   |
|            |                                                                               |
|            | Parasola                                                                      |
|            |                                                                               |
|            | Ozonium                                                                       |
|            |                                                                               |
|            | Lacrymaria                                                                    |
|            |                                                                               |
|            | Hormographiella                                                               |
|            |                                                                               |
|            | Cystoagaricus                                                                 |
|            |                                                                               |
|            | Macrometrula                                                                  |
|            |                                                                               |
|            | Mythicomyces                                                                  |
|            |                                                                               |
|            | Gasteroagaricoides                                                            |
|            |                                                                               |
|            | Drosophila badia                                                              |
|            |                                                                               |
|            | Drosophila spadicophylla                                                      |
|            |                                                                               |

|  | Drosophila badia         |
|  |                          |
|  | Drosophila spadicophylla |
|  |                          |